# Station Quimperlé
Station Quimperlé is een spoorwegstation in de Franse gemeente Quimperlé. Het wordt bediend door:
- De TGV op het traject Paris-Montparnasse - Quimper
- Treinen van het netwerk TER Bretagne op de trajecten van Quimper naar Rennes en Lorient
- Treinen van het netwerk TER Pays de la Loire op het traject Quimper - Nantes.